# Morti nel 2024/Gennaio
| Questa pagina contiene informazioni ricavate automaticamente dalle voci biografiche con l'ausilio del template Bio e di un bot. L'aggiornamento è periodico e automatico e ricostruisce completamente la pagina. Se manca una persona in questa lista, sei pregato di non aggiungerla, ma accertati piuttosto che la sua voce biografica contenga il template Bio e che i dati anagrafici siano correttamente compilati. Se il template Bio manca, inseriscilo tu stesso o, in alternativa, metti l'avviso {{tmp\|Bio}} che ne segnala la mancanza. Se i dati riportati sono sbagliati, correggi direttamente la voce biografica; le modifiche saranno visibili in questa lista entro pochi giorni. Per chiarimenti vedi il progetto biografie. La lista contiene solo le 236 persone che sono citate nell'enciclopedia e per le quali è stato implementato correttamente il template Bio. Pagina aggiornata al 18 ago 2025. |

- 1º gennaio - Mario Boljat, calciatore jugoslavo (n. 1951)
- 1º gennaio - Herbie Brennan, scrittore e autore di giochi britannico (n. 1940)
- 1º gennaio - Maurizio Cumo, ingegnere e dirigente pubblico italiano (n. 1939)
- 1º gennaio - Ole Daniel Enersen, alpinista, fotografo e giornalista norvegese (n. 1943)
- 1º gennaio - Giancarlo Filini, calciatore italiano (n. 1938)
- 1º gennaio - Lawrence Sydney Nicasio, vescovo cattolico beliziano (n. 1956)
- 1º gennaio - Jack O'Connell, scrittore statunitense (n. 1959)
- 1º gennaio - Óscar Ortubé, arbitro di calcio boliviano (n. 1944)
- 1º gennaio - Basdeo Panday, politico e sindacalista trinidadiano (n. 1933)
- 1º gennaio - Frank Ryan, giocatore di football americano statunitense (n. 1936)
- 1º gennaio - Niklaus Wirth, informatico e inventore svizzero (n. 1934)
- 1º gennaio - Michele Zolla, politico e funzionario italiano (n. 1932)
- 1º gennaio - Iwona Śledzińska-Katarasińska, giornalista e politica polacca (n. 1941)
- 2 gennaio - Ángel Castellanos, calciatore spagnolo (n. 1952)
- 2 gennaio - Alberto Festa, calciatore portoghese (n. 1939)
- 2 gennaio - Chris Karrer, musicista, compositore e polistrumentista tedesco (n. 1947)
- 2 gennaio - Brian Lumley, scrittore e militare britannico (n. 1937)
- 2 gennaio - Antonio Mancini, criminale e collaboratore di giustizia italiano (n. 1948)
- 2 gennaio - Alberto Masoero, giornalista, funzionario e conduttore televisivo italiano (n. 1942)
- 2 gennaio - Gottfried Münzenberg, fisico tedesco (n. 1940)
- 2 gennaio - Daniel Revenu, schermidore francese (n. 1942)
- 2 gennaio - Luigi Stefani, generale italiano (n. 1928)
- 2 gennaio - Gordon R. Sullivan, generale statunitense (n. 1937)
- 2 gennaio - Carmen Valero, mezzofondista spagnola (n. 1955)
- 2 gennaio - Rafael Valle, cestista portoricano (n. 1938)
- 2 gennaio - Zvi Zamir, generale e agente segreto israeliano (n. 1925)
- 2 gennaio - Saleh al-Arouri, politico palestinese (n. 1966)
- 3 gennaio - Giuseppe Amoroso, critico letterario e storico della letteratura italiano (n. 1935)
- 3 gennaio - Franco Arrigoni, cestista italiano (n. 1947)
- 3 gennaio - Franco Caroni, musicista e direttore artistico italiano (n. 1949)
- 3 gennaio - Mario Crescenzio, politico e insegnante italiano (n. 1942)
- 3 gennaio - Germana Dominici, attrice, doppiatrice e direttrice del doppiaggio italiana (n. 1946)
- 3 gennaio - Derek Draper, giornalista e scrittore britannico (n. 1967)
- 3 gennaio - René Metge, pilota di rally francese (n. 1941)
- 4 gennaio - Fred Chappell, scrittore, poeta e anglista statunitense (n. 1936)
- 4 gennaio - Gastone Cottino, giurista, partigiano e politico italiano (n. 1925)
- 4 gennaio - Fabio Fabbri, politico e avvocato italiano (n. 1933)
- 4 gennaio - Glynis Johns, attrice britannica (n. 1923)
- 4 gennaio - Nancy Mackay, velocista canadese (n. 1929)
- 4 gennaio - Christian Oliver, attore e modello tedesco (n. 1972)
- 4 gennaio - Rosie Reyes, tennista messicana (n. 1939)
- 4 gennaio - Kishin Shinoyama, fotografo giapponese (n. 1940)
- 4 gennaio - David Soul, attore e cantautore statunitense (n. 1943)
- 4 gennaio - Tomonobu Yokoyama, calciatore giapponese (n. 1985)
- 5 gennaio - Giuseppe Fimognari, politico e medico italiano (n. 1932)
- 5 gennaio - Joachim Giermek, francescano statunitense (n. 1943)
- 5 gennaio - Joseph Lelyveld, giornalista statunitense (n. 1937)
- 5 gennaio - Bernard Malgrange, matematico francese (n. 1928)
- 5 gennaio - Manlio Maradei, giornalista e scrittore italiano (n. 1930)
- 5 gennaio - Annie Prugneau, cestista francese (n. 1935)
- 5 gennaio - Giulio Santagata, economista e politico italiano (n. 1949)
- 5 gennaio - Balwant Singh Nandgarh, politico indiano (n. 1943)
- 5 gennaio - Mário Zagallo, calciatore e allenatore di calcio brasiliano (n. 1931)
- 6 gennaio - Francesco Amirante, magistrato italiano (n. 1933)
- 6 gennaio - Felice Besostri, avvocato e politico italiano (n. 1944)
- 6 gennaio - Jean Mary Carletto, attore, modello e antiquario francese (n. 1944)
- 6 gennaio - Kurt W. Forster, storico dell'architettura, storico dell'arte e funzionario svizzero (n. 1935)
- 6 gennaio - Sarah Rice, attrice teatrale e soprano statunitense (n. 1955)
- 6 gennaio - Anna Strasberg, attrice venezuelana (n. 1939)
- 7 gennaio - Mario Alemanno, magistrato e giurista italiano (n. 1935)
- 7 gennaio - Alessandro Argenton, cavaliere e militare italiano (n. 1937)
- 7 gennaio - Franz Beckenbauer, calciatore, allenatore di calcio e dirigente sportivo tedesco (n. 1945)
- 7 gennaio - Germana Caroli, cantante italiana (n. 1930)
- 7 gennaio - Tony Clarkin, chitarrista e compositore britannico (n. 1946)
- 7 gennaio - Alberto Colombo, pilota automobilistico italiano (n. 1946)
- 7 gennaio - Klaus Jungnickel, cestista e allenatore di pallacanestro tedesco (n. 1940)
- 8 gennaio - Carl-Erik Asplund, pattinatore di velocità su ghiaccio svedese (n. 1923)
- 8 gennaio - Guy Bonnet, cantautore francese (n. 1942)
- 8 gennaio - Adan Canto, attore messicano (n. 1981)
- 8 gennaio - Rolf Gerber, bobbista svizzero (n. 1930)
- 8 gennaio - Frans Janssens, calciatore belga (n. 1945)
- 8 gennaio - Shahla Lahiji, scrittrice, editrice e traduttrice iraniana (n. 1942)
- 8 gennaio - Phill Niblock, compositore statunitense (n. 1933)
- 8 gennaio - Ventura Pons, regista e produttore cinematografico spagnolo (n. 1945)
- 8 gennaio - Gian Franco Reverberi, compositore italiano (n. 1934)
- 8 gennaio - J. P. R. Williams, rugbista a 15, tennista e chirurgo britannico (n. 1949)
- 9 gennaio - Jean Céa, matematico francese (n. 1932)
- 9 gennaio - Yawe Davis, pugile italiano (n. 1962)
- 9 gennaio - James Kottak, batterista statunitense (n. 1962)
- 9 gennaio - Roberto Messina, attore e stuntman italiano (n. 1934)
- 9 gennaio - Jaroslav Pavlů, hockeista su ghiaccio e allenatore di hockey su ghiaccio cecoslovacco (n. 1936)
- 9 gennaio - Digby Smith, storico britannico (n. 1935)
- 9 gennaio - Hugues Vincent, violoncellista e compositore francese (n. 1974)
- 10 gennaio - César Alierta, dirigente d'azienda spagnolo (n. 1945)
- 10 gennaio - Terry Bisson, scrittore e curatore editoriale statunitense (n. 1942)
- 10 gennaio - Tisa Farrow, attrice statunitense (n. 1951)
- 10 gennaio - Fernando Gualtieri, pittore e calciatore italiano (n. 1919)
- 10 gennaio - Janusz Majewski, regista e sceneggiatore polacco (n. 1931)
- 10 gennaio - Tamara Andreevna Milaškina, soprano sovietico (n. 1934)
- 11 gennaio - Mel Blyth, calciatore inglese (n. 1944)
- 11 gennaio - Michele Bonatesta, politico e giornalista italiano (n. 1942)
- 11 gennaio - Fabio De Felice, politico italiano (n. 1927)
- 11 gennaio - Salvatore Mazzarano, calciatore italiano (n. 1965)
- 11 gennaio - Annie Nightingale, conduttrice radiofonica, disc jockey e conduttrice televisiva britannica (n. 1940)
- 11 gennaio - Efraín Antonio Ríos García, supercentenario colombiano (n. 1910)
- 11 gennaio - Jurij Mefod'evič Solomin, attore russo (n. 1935)
- 12 gennaio - Amir Bhatia, imprenditore e politico britannico (n. 1932)
- 12 gennaio - Richard Bukacki, ciclista su strada olandese (n. 1946)
- 12 gennaio - Bill Hayes, attore e cantante statunitense (n. 1925)
- 12 gennaio - Jacques Lefèvre, schermidore francese (n. 1928)
- 13 gennaio - Elisa Briganti, sceneggiatrice italiana
- 13 gennaio - Moe L'Abbé, hockeista su ghiaccio canadese (n. 1947)
- 13 gennaio - Stephen Laybutt, calciatore australiano (n. 1977)
- 13 gennaio - Enzo Moscato, drammaturgo, regista e attore italiano (n. 1948)
- 13 gennaio - Sigi Rothemund, regista tedesco (n. 1944)
- 13 gennaio - Tom Shales, giornalista e critico televisivo statunitense (n. 1944)
- 14 gennaio - Ricardo Alós, calciatore spagnolo (n. 1931)
- 14 gennaio - Giampiero Betello, calciatore italiano (n. 1935)
- 14 gennaio - Emilio Casalini, ciclista su strada italiano (n. 1941)
- 14 gennaio - Dominick Cirillo, mafioso statunitense (n. 1929)
- 14 gennaio - Lev Rubinstein, poeta, saggista e attivista russo (n. 1947)
- 14 gennaio - Raema Lisa Rumbewas, sollevatrice indonesiana (n. 1980)
- 14 gennaio - Norm Snead, giocatore di football americano statunitense (n. 1939)
- 14 gennaio - Elisabeth Trissenaar, attrice teatrale austriaca (n. 1944)
- 15 gennaio - Denis Connaghan, calciatore scozzese (n. 1945)
- 15 gennaio - Italo Corradino, calciatore italiano (n. 1931)
- 15 gennaio - Dana Ghia, attrice e cantante italiana (n. 1932)
- 15 gennaio - Sossio Giametta, filosofo, traduttore e giornalista italiano (n. 1929)
- 15 gennaio - Jorge Griffa, calciatore argentino (n. 1935)
- 15 gennaio - Dror Kashtan, calciatore e allenatore di calcio israeliano (n. 1944)
- 15 gennaio - Víctor Ojeda, cestista e allenatore di pallacanestro portoricano (n. 1939)
- 15 gennaio - Uno Palu, atleta estone (n. 1933)
- 15 gennaio - Ronald Powell, giocatore di football americano statunitense (n. 1991)
- 16 gennaio - Andrea Belvedere, giurista italiano (n. 1944)
- 16 gennaio - Octavio Dazzan, pistard argentino (n. 1958)
- 16 gennaio - Hans Feurer, fotografo svizzero (n. 1939)
- 16 gennaio - David Gail, attore statunitense (n. 1965)
- 16 gennaio - Jean-Pierre Gottschall, slittinista svizzero (n. 1941)
- 16 gennaio - Bernard Hartze, allenatore di calcio e calciatore sudafricano (n. 1950)
- 16 gennaio - Milan Nenadić, lottatore jugoslavo (n. 1943)
- 16 gennaio - Sergio Sebastiani, cardinale e arcivescovo cattolico italiano (n. 1931)
- 16 gennaio - Lise Thiry, biologa e virologa belga (n. 1921)
- 16 gennaio - Klaus Wunder, calciatore tedesco (n. 1950)
- 16 gennaio - Giorgio Zito, cantautore, chitarrista e produttore discografico italiano (n. 1949)
- 17 gennaio - Shawnacy Barber, astista canadese (n. 1994)
- 17 gennaio - Nello Ciangherotti, direttore d'orchestra, compositore e arrangiatore italiano (n. 1930)
- 17 gennaio - Günter Figal, filosofo tedesco (n. 1949)
- 17 gennaio - Anthony Gobert, pilota motociclistico australiano (n. 1975)
- 17 gennaio - Carlos Rojas Gutiérrez, politico messicano (n. 1954)
- 17 gennaio - Knut Hjeltnes, discobolo e pesista norvegese (n. 1951)
- 17 gennaio - Tony Lloyd, politico britannico (n. 1950)
- 17 gennaio - Dejan Milojević, cestista e allenatore di pallacanestro serbo (n. 1977)
- 17 gennaio - Bennie Muller, calciatore olandese (n. 1938)
- 17 gennaio - Toni Stern, paroliera e poetessa statunitense (n. 1944)
- 17 gennaio - Willy Truye, ciclista su strada belga (n. 1934)
- 18 gennaio - Donald Adamson, biografo, critico letterario e francesista britannico (n. 1939)
- 18 gennaio - Emilio Clerici, cestista italiano (n. 1923)
- 18 gennaio - Giovanni Giudici, vescovo cattolico italiano (n. 1940)
- 18 gennaio - Orietta Grossi, cestista italiana (n. 1959)
- 18 gennaio - Josef Haas, fondista svizzero (n. 1937)
- 18 gennaio - Jim Hoffmann, hockeista su ghiaccio canadese (n. 1962)
- 18 gennaio - Alan Mills, tennista e giudice di tennis britannico (n. 1935)
- 18 gennaio - Gabriele Morello, economista e saggista italiano (n. 1928)
- 19 gennaio - Attilio Busseti, politico italiano (n. 1933)
- 19 gennaio - Mario Eduardo Dorsonville-Rodríguez, vescovo cattolico colombiano (n. 1960)
- 19 gennaio - Lance Larson, nuotatore statunitense (n. 1940)
- 19 gennaio - Ewa Podleś, contralto polacco (n. 1952)
- 19 gennaio - Marlena Shaw, cantante statunitense (n. 1942)
- 19 gennaio - Pluto Shervington, musicista, cantante e produttore discografico giamaicano (n. 1950)
- 20 gennaio - Choe Thae-bok, politico nordcoreano (n. 1930)
- 20 gennaio - Piedad Córdoba, politica e avvocata colombiana (n. 1955)
- 20 gennaio - Anne Edwards, scrittrice statunitense (n. 1927)
- 20 gennaio - David Emge, attore statunitense (n. 1946)
- 20 gennaio - Norman Jewison, regista e produttore cinematografico canadese (n. 1926)
- 20 gennaio - Pietro Omodeo, biologo e saggista italiano (n. 1919)
- 20 gennaio - Nathaniel Fiennes, XXI barone Saye e Sele, nobile e politico inglese (n. 1920)
- 21 gennaio - Maciej Chojnacki, cestista polacco (n. 1942)
- 21 gennaio - Perry Friedman, giocatore di poker statunitense (n. 1968)
- 21 gennaio - Mokhtar Hasni, calciatore tunisino (n. 1952)
- 22 gennaio - Tommy Baldwin, calciatore inglese (n. 1945)
- 22 gennaio - Elke Erb, poetessa e scrittrice tedesca (n. 1938)
- 22 gennaio - Gary Graham, attore statunitense (n. 1950)
- 22 gennaio - Lior Lubin, cestista e allenatore di pallacanestro israeliano (n. 1977)
- 22 gennaio - Mauro Pasqualini, calciatore italiano (n. 1947)
- 22 gennaio - Arno Penzias, fisico tedesco (n. 1933)
- 22 gennaio - Anatolij Polivoda, cestista sovietico (n. 1947)
- 22 gennaio - Gigi Riva, calciatore e dirigente sportivo italiano (n. 1944)
- 22 gennaio - Per Sønstabø, calciatore norvegese (n. 1941)
- 23 gennaio - Jan Bogaert, ciclista su strada e dirigente sportivo belga (n. 1957)
- 23 gennaio - Frank Farian, cantautore e produttore discografico tedesco (n. 1941)
- 23 gennaio - Charles Fried, giurista, avvocato e filosofo ceco (n. 1935)
- 23 gennaio - David Kahn, storico, giornalista e saggista statunitense (n. 1930)
- 23 gennaio - Giuliano Musiello, calciatore italiano (n. 1954)
- 23 gennaio - Jean Petit, calciatore e allenatore di calcio francese (n. 1949)
- 23 gennaio - Melanie Safka, cantautrice statunitense (n. 1947)
- 23 gennaio - Margo Smith, cantante statunitense (n. 1939)
- 24 gennaio - Carl Andre, pittore e scultore statunitense (n. 1935)
- 24 gennaio - Enzo Catania, giornalista e scrittore italiano (n. 1940)
- 24 gennaio - Jesse Jane, attrice pornografica statunitense (n. 1980)
- 24 gennaio - György Lipták, calciatore ungherese (n. 1937)
- 24 gennaio - N. Scott Momaday, scrittore e anglista statunitense (n. 1934)
- 24 gennaio - Serhij Rožok, calciatore ucraino (n. 1985)
- 24 gennaio - Alberto Tanasini, vescovo cattolico italiano (n. 1945)
- 25 gennaio - Bat-Sheva Dagan, scrittrice e psicologa polacca (n. 1925)
- 25 gennaio - Piero Errani, tiratore a segno italiano (n. 1936)
- 25 gennaio - Milan Stanislav Ďurica, storico, teologo e traduttore slovacco (n. 1925)
- 26 gennaio - Emanuele Catarinicchia, vescovo cattolico italiano (n. 1926)
- 26 gennaio - Giuliano Gori, collezionista d'arte e imprenditore italiano (n. 1930)
- 26 gennaio - Shigeichi Negishi, inventore e imprenditore giapponese (n. 1923)
- 26 gennaio - Goran Petrović, scrittore serbo (n. 1961)
- 27 gennaio - Annie Belle, attrice francese (n. 1956)
- 27 gennaio - Maria Giacobbe, scrittrice e saggista italiana (n. 1928)
- 27 gennaio - Henri Lanoë, montatore francese (n. 1929)
- 27 gennaio - Enrique Liporace, attore argentino (n. 1941)
- 27 gennaio - Nullo Minissi, filologo, slavista e linguista italiano (n. 1921)
- 27 gennaio - Lillebjørn Nilsen, cantautore norvegese (n. 1950)
- 27 gennaio - Bruno Segre, avvocato, giornalista e partigiano italiano (n. 1918)
- 28 gennaio - Birger Larsen, calciatore danese (n. 1942)
- 28 gennaio - Víctor Luna, calciatore colombiano (n. 1959)
- 28 gennaio - Cicerone Manolache, allenatore di calcio e calciatore rumeno (n. 1936)
- 28 gennaio - Manrico Marchetto, rugbista a 15 e architetto italiano (n. 1952)
- 28 gennaio - Luis Tejada, calciatore panamense (n. 1982)
- 29 gennaio - Hinako Ashihara, fumettista giapponese (n. 1974)
- 29 gennaio - Tony Cedras, musicista e polistrumentista sudafricano (n. 1952)
- 29 gennaio - Jim Coshow, cestista statunitense (n. 1935)
- 29 gennaio - Delio Lucarelli, vescovo cattolico italiano (n. 1939)
- 29 gennaio - Jandira Martini, attrice, sceneggiatrice e drammaturga brasiliana (n. 1945)
- 29 gennaio - Sandra Milo, attrice e conduttrice televisiva italiana (n. 1933)
- 29 gennaio - Ally Shewan, calciatore scozzese (n. 1940)
- 29 gennaio - Franco Tozzi, cantante italiano (n. 1944)
- 30 gennaio - Hinton Battle, attore, cantante e ballerino statunitense (n. 1956)
- 30 gennaio - Achim Benning, attore, regista teatrale e direttore artistico tedesco (n. 1935)
- 30 gennaio - Jean Carnahan, politica statunitense (n. 1933)
- 30 gennaio - Ellen Gilchrist, scrittrice e poetessa statunitense (n. 1935)
- 30 gennaio - Roberto Melgrati, calciatore e allenatore di calcio italiano (n. 1947)
- 30 gennaio - Chita Rivera, attrice, ballerina e cantante statunitense (n. 1933)
- 30 gennaio - Orazio Schena, allenatore di calcio e calciatore italiano (n. 1941)
- 30 gennaio - Jan de Rooy, pilota di rally olandese (n. 1943)
- 31 gennaio - John Dodds, pilota motociclistico australiano (n. 1943)
- 31 gennaio - Leif Eriksen, calciatore e allenatore di calcio norvegese (n. 1940)
- 31 gennaio - János Kelemen, filosofo e saggista ungherese (n. 1943)
- 31 gennaio - Anthony Lamb, botanico britannico (n. 1937)
- 31 gennaio - Mario Levi, scrittore turco (n. 1957)
- 31 gennaio - Maria Musso, velocista, ostacolista e multiplista italiana (n. 1931)
- 31 gennaio - Heinz Simmet, calciatore tedesco (n. 1944)
- 31 gennaio - Aleksej Spirin, arbitro di calcio russo (n. 1952)